# Limonia messaurea boreoorientalis
Limonia messaurea boreoorientalis is een ondersoort van de tweevleugelige Limonia messaurea uit de familie steltmuggen (Limoniidae). De soort komt voor in het Palearctisch gebied.